# Кростіні
Кростіні (італ. crostini — маленькі скоринки; однина crostino) — традиційна італійська закуска. Можуть бути представлені в різних варіантах з будь-якими продуктами. Подавати їх можна як з теплими, так і з холодними напоями.

## Історія
Як і брускетта, кростіні можуть походити часів Середньовіччя, коли італійські селяни їли їжу, розміщуючи їх на скибочках хліба, а не на тарілках.

## Особливості та підготовка
Скибочки тостів, прикрашені іншими інгредієнтами, включаючи сир, м'ясо, овочі, морепродукти, рибу, оливкову олію, зелень або соуси та навіть фрукти. Кростіні часто подають до вина та під час аперитивів. Більший за розмірами варіант кростіно називається кростоун.
Цей термін також стосується невеликих кубиків хліба, смажених на олії, які подаються разом з супами або бобовими пастами.